# Villeneuve-d'Amont
Villeneuve-d'Amont è un comune francese di 305 abitanti situato nel dipartimento del Doubs nella regione della Borgogna-Franca Contea.

## Società

### Evoluzione demografica
Abitanti censiti